# Андрюс Кубілюс

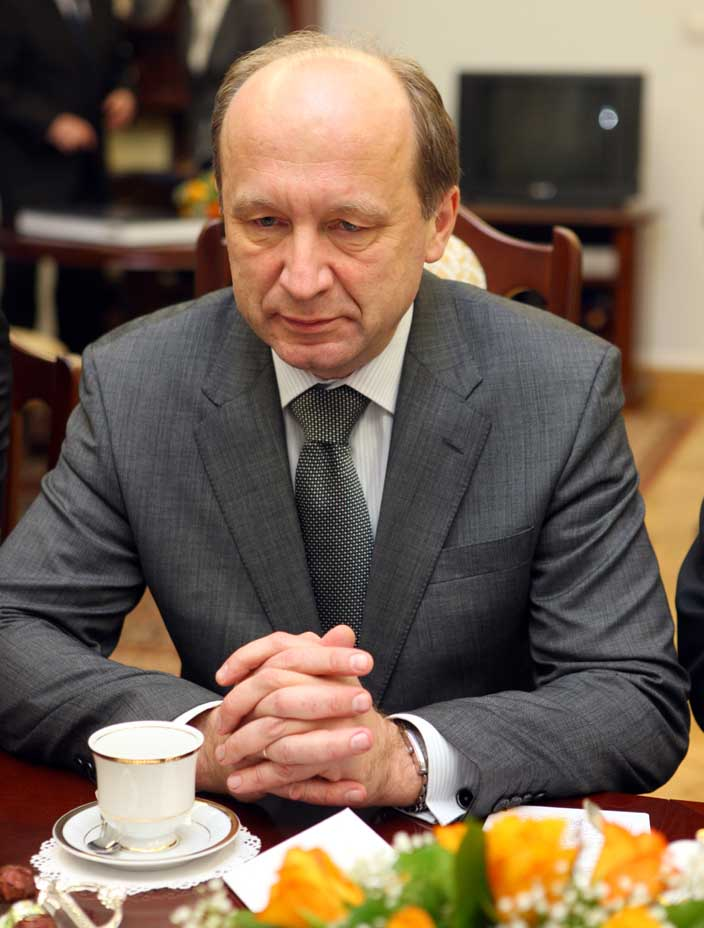
Андрюс Кубілюс, екс-прем'єр-міністр, лідер правоцентристського об'єднання «Союз Вітчизни — Християнські демократи» святкує перемогу свого блоку на парламентських виборах у Литві 2008 року

Андрюс Кубілюс (лит. Andrius Kubilius; нар. 8 грудня 1956, Вільнюс) — литовський політик, член Сейму Литовської Республіки, прем'єр-міністр у 1999—2000 та 2008-2012 роках, з 2024 року перший європейський комісар з питань оборони та космосу, голова партії Союз Вітчизни — Литовські християнські демократи.

## Біографія
Батько — літературознавець Вітаутас Кубілюс, мати — літературознавиця Яніна Жекайте. Навчався у Вільнюській 22-й середній школі (1963—1974), потім на факультеті фізики Вільнюського університету (1974—1979) і там же в аспірантурі (1981—1984). У 1984—1990 роках працював у Вільнюському університеті лаборантом, інженером, науковим співробітником. 1988 року включився в діяльність Саюдіса (литовського руху за перебудову, лит. Lietuvos persitvarkymo sąjūdis, що трансформувався в національно-визвольний рух); відповідальний секретар Ради Саюдіса (1990—1992).
Дружина Раса Кубілене — скрипалька в Литовському національному симфонічному оркестрі. Сини Вітаутас і Андрюс.
Володіє російською й англійською мовами.

## Політична діяльність
1992 року за коаліційним списком Кубілюса обрали до лав VI Сейму (1992-1996). Був старостою фракції Союзу Вітчизни — консерваторів. Працював у Комітеті охорони природи. Член партії Союз Вітчизни від дня її заснування 1993 року.
У 1996-2000 роках був членом VII Сейму (обраний за списком Союзу Вітчизни). Працював у Комітеті права та правопорядку, обіймав посади першого заступника голови Сейму (1996—1999), голови Комітету з європейських справ (1997—1999).
Від 3 листопада 1999 до 9 листопада 2000 року — прем'єр-міністр десятого (або тридцять першого) уряду Литви; був призначений на посаду, яку тимчасово виконувала Іряна Дягутєнє після відставки Роландаса Паксаса.
У 2000—2004 роках був членом VIII та IX Сеймів. Брав участь у кількох парламентських групах, серед яких група «За демократичну Білорусь». Після виборів до X Сейму, що відбулися в жовтні 2008 року, 27 листопада його знову обрали прем'єр-міністром Литви. 28 листопада 2008 року президент Литви Валдас Адамкус підписав декрет про призначення Андрюса Кубілюса прем'єр-міністром (декрет набрав чинності в день підписання).
Входив до складу парламентської групи співпраці з Україною. У 2014—2015 роках провів кілька офіційних зустрічей на найвищому рівні з керівництвом України. Був радником Президента України Петра Порошенка.

### Європейська комісія
У липні 2024 року Кубілюс був номінований урядом Литви на посаду єврокомісара від своєї держави. У вересні 2024 року президентка фон дер Ляєн передала Кубілюсу портфель з питань оборони та космосу.

## Нагороди
- Орден князя Ярослава Мудрого II ступеня (Україна, 23 серпня 2017) — за вагомий особистий внесок у зміцнення міжнародного авторитету Української держави, популяризацію її історичної спадщини і сучасних надбань[8]